# Pradzsnaptiváda
A pradzsnaptiváda (szanszkrit; kínai: 說假部, pinjin: Shuō Jiǎ Bù)  korai buddhista iskola volt az ókori Indiában. A  mahászánghika buddhista irányzatból alakult ki. Az irányzat egy másik elnevezése a bahusrutíja-vibhdzsjaváda volt.

## Története
Vaszumitra szerint a pradzsnaptiváda iskola a mahászanghika irányzatból fejlődött ki több más iskola mellett. A leletek alapján mindegyik iskola a Himalája régiójában székelt. Taranatha, a tibeti buddhizmus középkori lámája szerint a pradzsnaptivádák a Pála-dinasztia idején a Magadha királyságban folytatták virágzásukat, egészen a 10. század végéig. A.K. Warder indiakutató szerint a pradzsnaptiváda iskola soha nem terjedt tovább India keleti régióin.

## Tanok
A Szamajabhedhoparacsanacsakra írások alapján a pradzsnaptiváda tanai nem különböztek sokban a mahászanghika iskoláétól.

### Pradzsnapti
André Bareau francia buddhológus szerint a pradzsnaptiváda elnevezés arra utal, hogy ebben az irányzatban a jelenségek csak a fogalomalkotás eredményei (szanszkrit: pradzsnapti). A pradzsnaptiváda különbséget tesz konvencionális (szanszkrit: saṃvṛti) és legvégső értelemben vett igazság (szanszkrit: paramártha), valamint valóság (szanszkrit: tattva) és koncepció (szanszkrit: pradzsnapti) között.
A pradzsnaptivádák szerint a kondicionált jelenségek csupán koncepciónak tekinthetők ezért ezek szenvedéshez vezetnek. A szarvásztivádia nézettel szemben a pradzsnaptivádák nem tekintették a  szkandhákat szenvedésnek.

### Érdem és karma
A pradzsnaptivádák úgy tekintettek a nemes ösvényre (tan), hogy az örök és megváltoztathatatlan, soha nem veszhet el és nem lehet elpusztítani sem. Úgy tartották, hogy az ösvény nem sajátítható el elmélkedés révén, csak a mindentudás (szanszkrit: szarvadzsnána) révén és az erények összegyűjtésével. Szerintük azon múlott, hogy valaki idő előtt hal meg vagy a nemes ösvényre lép, hogy milyenek az erényei és a karmája.

### Szavak általi tanítások
A pradzsnaptivádák úgy tartották, hogy a Buddha tanításai a különböző pitakákban csak konvencionálisak voltak, Therefore all teachings were viewed by the átmeneti jellegük miatt nem tartalmazták a legvégső igazságot. A későbbi, teljesen kifejlett mahájána szútrák is hasonlóan tekintenek Buddha tanításaira.

## Kapcsolata a mahájána irányzattal

### Elméletek
André Bareau szerint a mahájána eredete a mahászanghika iskolában található, azok közül is a bahusrutíja és a pradzsnaptiváda szekták játszhattak fontos szerepet az északi és déli mahászanghika hagyományok közötti kommunikációs szakadék áthidalásában.